# Chiesa di San Martino Vescovo (Cornuda)
La chiesa arcipretale di San Martino Vescovo è la parrocchiale di Cornuda, in provincia e diocesi di Treviso; fa parte del vicariato di Montebelluna.

## Storia
Si sa che la vecchia chiesa di Cornuda era dedicata a santa Fosca, che era in stile neoclassico e che era stata costruita nel XVIII secolo. Venne distrutta durante la prima guerra mondiale.
Si decise, allora, di riedificare la chiesa in stile neoromanico.
La nuova parrocchiale venne costruita sul sito in cui sorgeva quella precedente e fu completata nel 1924; la consacrazione fu impartita il 17 ottobre 1959 dal vescovo di Treviso Antonio Mistrorigo.

## Descrizione
Di stile romanico-gotico, è a croce latina, sviluppandosi su tre navate con due transetti e sei cappelle laterali.
Conserva al suo interno alcune opere di buon pregio artistico: la pala della Deposizione di Felice Schiavoni, la pala dell'Addolorata e la pala della Madonna del Rosario. L'edificio fu restaurato dall'arciprete mons. Mauro Motterlini che ha provveduto al restauro di alcuni elementi architettonici, come le vetrate della navata centrale e i confessionali.